# Birds of a feather
Birds of a feather, traducido al castellano como «tal para cual». Traducido literalmente como «pájaros del mismo plumaje». Es un dicho popular propio de la lengua inglesa.
En computación, BoF (birds of a feather puede referirse a:
- Un grupo de discusión informal. Al contrario que un grupo de interés especial o un grupo de trabajo, los BoFs son informales y constituidos sobre la marcha. El acrónimo es usado por el Internet Engineering Task Force (IETF) para referirse a los grupos que comienzan a estudiar un tema específico.
- Una sesión BoF, una reunión informal en una conferencia, donde los participantes, sin una agenda predefinida, se congregan en torno a unos temas de interés mutuo.

## Detalles
El primer uso de este término es incierto, pero se ha empleado durante las conferencias DECUS y durante las reuniones del  SHARE ya en los años 1960.
Un BoF permite que diferentes profesionales se conozcan entre ellos y facilita la cooperación entre subgrupos. Por lo general, hay más interacción con la audiencia que en los paneles de discusiones típicos de las convenciones; sin embargo, hay que señalar que sí hay un líder que va guiando la discusión.

### Palabra
La palabra viene del dicho "Birds of a feather flock together": "los pájaros del mismo plumaje vuelan juntos", (en español, Dios los cría y ellos se juntan). La expresión "birds of a feather" se refiere a las personas que comparten un mismo carácter, formación, intereses o creencias. En el idioma inglés antiguamente usado en poesía, la expresión denota a los pájaros que tienen el mismo tipo de plumas, por lo que se refiere a que los pájaros se juntan cada uno con su propia especie.